# Tassilone
Tassilone ist eine Oper (Originalbezeichnung: „tragedia per musica“) in fünf Akten von Agostino Steffani. Das Libretto verfasste Stefano Benedetto Pallavicini (1672–1742). Die Uraufführung des Musikdramas erfolgte am 17. Januar 1709 in Düsseldorf. Es behandelt die Lebensgeschichte des bayerischen Fürsten Tassilo III., der sich dem Kaiser Karl dem Großen widersetzte.
Parallelen zur Amtsenthebung des bayerischen Kurfürsten Max II. Emanuel im Verlaufe des Spanischen Erbfolgekrieges und zur Verleihung der bayerischen Kurfürstenwürde (23. Juni 1708) mit der Oberpfalz einschließlich der Grafschaft Cham (25. Juni 1708) an Johann Wilhelm, den Kurfürsten von der Pfalz und des Herzogs von Jülich-Berg, zu Tassilo III. sind im Werk des Düsseldorfer Hofkomponisten Agostino Steffani eindeutig (→ Causa palatina).

## Instrumentation
Im Orchester der Oper spielen zwei Oboen, Fagott, Trompete, Streicher und Basso continuo.

## Ausgabe
- Tassilone, Tragedia per Musica (in 5 atti). Rappresentata alla Corte Eletoralle Palatina l’anno 1709. Text: Stefano Benedetto Pallavicini (1672–1742). Musik: Agostino Steffani (1654–1728). Denkmäler rheinischer Musik, Band 8, herausgegeben von Gerhard Croll, Musikverlag Schwann, Düsseldorf 1958. Jubiläumsausgabe der Stadt Düsseldorf und des Landes Nordrhein-Westfalen zum 300. Geburtstag des Kurfürsten Johann Wilhelm.